# Мюллер, Йонас (немецкий хоккеист)
Йо́нас Мю́ллер (нем. Jonas Müller; род. 19 ноября 1995, Берлин) — немецкий хоккеист, защитник. Игрок сборной Германии по хоккею с шайбой.

## Биография
Родился в Берлине в 1995 году. Воспитанник местного хоккейного клуба «Айсберен Берлин», с 2008 по 2014 год выступал за юношеские и молодёжные составы клуба в соответствующих чемпионатах Германии. С 2012 по 2014 год выступал в третьей лиге Германии за берлинский клуб ФАСС. В сезоне 2013/14 дебютировал в высшей лиге Германии за «Айсберен». В сезоне 2014/15, помимо берлинской команды, выступал также во второй лиге страны за клуб «Дрезденер Айслёвен».
В 2013 году выступал за юниорскую сборную Германии на чемпионате мира. В 2015 году принимал участие в молодёжном чемпионате мира по хоккею с шайбой. В 2018 году дебютировал за основную команду на Олимпийских играх в Пхёнчхане.